# Shipton Hall
Shipton Hall est une grande maison de campagne élisabéthaine dans le village de Shipton, Shropshire, Angleterre, qui se trouve dans la vallée de Corvedale à environ 7 miles au sud-ouest de Much Wenlock. C'est un bâtiment classé Grade I .
La maison est construite en calcaire selon un plan en E à deux étages avec des greniers, et possède une tour élancée de 4 étages dans l'un des coins intérieurs. Dans les jardins ornementaux se trouvent des écuries et un ancien pigeonnier monastique, qui est un bâtiment classé Grade II * ,.

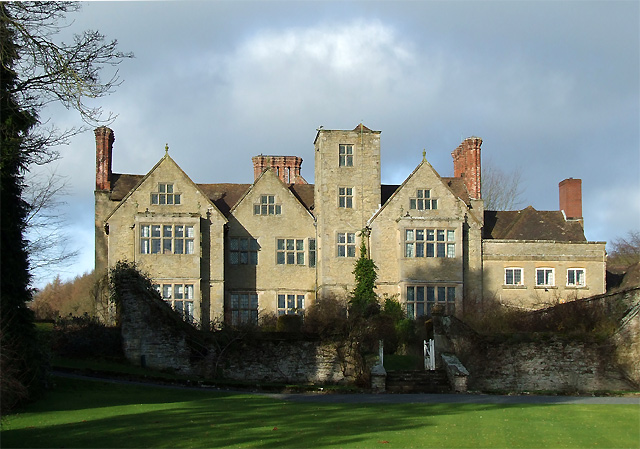
Shipton Hall

A proximité se dresse l'église Saint-Jacques du XIIe siècle.

## Histoire

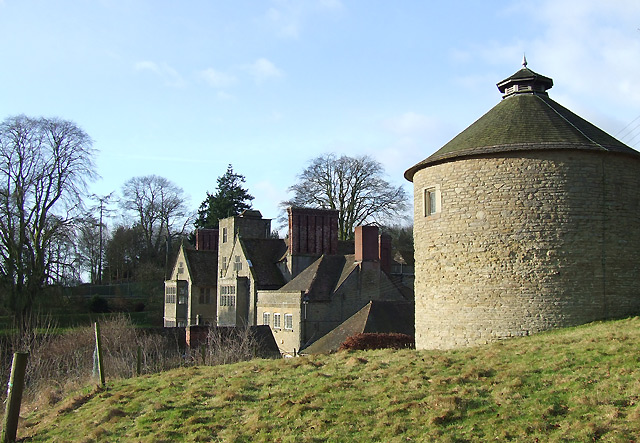
Colombier

Après la dissolution des monastères, le manoir de Shipton est accordé par la Couronne en 1548 à Sir Thomas Palmer, qui est déclaré hors la loi et exécuté pour haute trahison en 1553, il est revendu par la Couronne en 1557. Après être passé entre plusieurs mains, il finit par (1580) entrer en possession de John Lutwyche .
La maison actuelle est construite vers 1587 pour Richard Lutwyche afin de remplacer une ancienne maison à pans de bois qui avait brûlé . L'église délabrée de St James est également reconstruite par les Lutwyches en 1589 et est maintenant un bâtiment classé Grade II * .
Richard Lutwyche donne ensuite le domaine à Thomas Mytton en dot lorsque Mytton épouse la fille de Lutwyche et il passe ensuite dans la famille Mytton jusqu'en 1795, date à laquelle il passe par mariage à la famille More. À la fin des années 1800, les Mores vendent la maison à l'arrière-grand-père du propriétaire actuel . John Nicholas Bishop, de Shipton Hall, est haut shérif du Shropshire en 2002.
La maison a été largement reconstruite dans le style géorgien au milieu du XVIIIe siècle, lorsque le décor intérieur en rococo est créé par l'architecte Thomas Farnolls Pritchard, concepteur du pont de fer de Coalbrookdale .